# Shi Ke

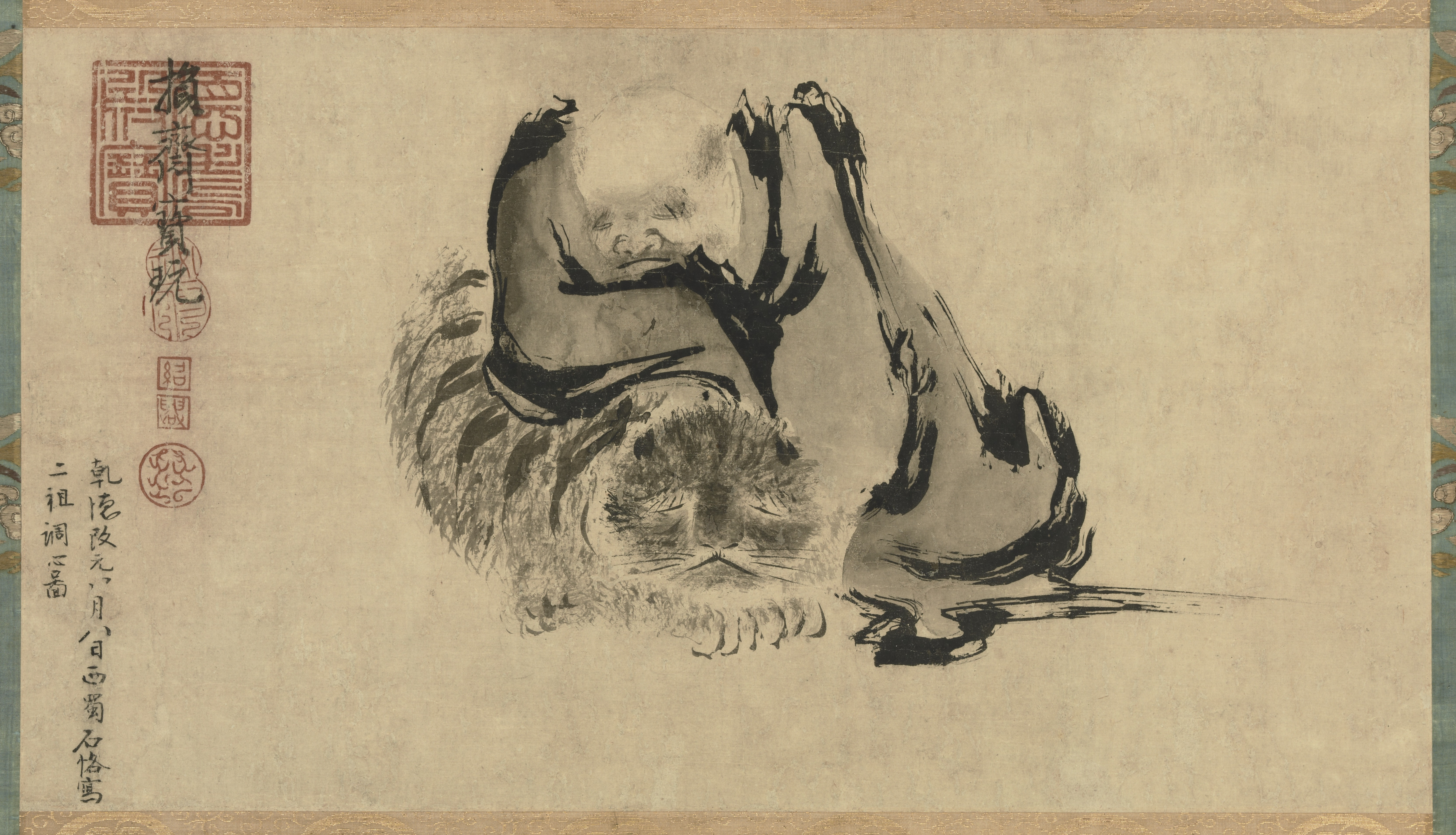
De handrol Patriarch met tijger, toegeschreven aan Shi Ke

Shi Ke (石恪; ?–975) was een Chinees kunstschilder uit de periode van de Tien Koninkrijken (906–960). Hij was een inwoner van Chengdu, de hoofdstad van de Latere Shu.

## Biografie
Shi werd in de schilderkunst onderwezen door Zhang Nanben, die een meester was in het schilderen van vuur en portretten. Een andere schilder die een grote invloed had op Shi was Guanxiu (832–912), een van de chán-monniken die tijdens de chaotische laatste jaren van de Tang-dynastie in Chengdu toevlucht hadden gezocht. Zij meenden dat verlichting een spontane, irrationele ervaring was die in de schilderkunst alleen door een vergelijkbare spontaniteit kon worden uitgebeeld.

## Werk
Shi wordt beschouwd als een van de belangrijkste vertegenwoordigers van de chán-schilderkunst. Het is niet met zekerheid te zeggen dat hij een chán-boeddhist was, daar hij ook taoïstische, orthodox-boeddhistische en historische thema's gebruikte.
In navolging van Guanxiu trachtte Shi zijn publiek te choqueren met groteske portretten van taoïstische en boeddhistische heiligen, uitgevoerd in gewassen inkt. Shi gaf weinig om erkenning en hanteerde zijn eigen vrije stijl. Zijn portretten hadden vervormde gezichten, die in detail waren uitgevoerd. De kleding bracht hij daarentegen in ruwe penseelstreken weer. Deze focus op de gelaatsuitdrukking had een grote invloed op de latere portretkunst in China.
- Gemeinsame Normdatei: 143290290
- Library of Congress Control Number: no2012063563
- Virtual International Authority File: 165542378